# أوقست كراوس
أوقست كراوس (بالألمانية: August Kraus)‏ هو نحات ألماني، ولد في 9 يوليو 1868 في Ruhrort ‏ في ألمانيا، وتوفي في 8 فبراير 1934 في برلين في ألمانيا.

## وصلات خارجية
- أوقست كراوس على موقع أوليمبيديا (الإنجليزية)